# إنريكو بالديني
إنريكو بالديني (بالإيطالية: Enrico Baldini) (13 نوفمبر 1996 بماسا في إيطاليا - ) هو لاعب كرة قدم إيطالي في مركز الوسط. لعب مع إنتر ميلان ونادي أسكولي.

## روابط خارجية
- إنريكو بالديني على موقع قاعدة بيانات كرة القدم.إي يو (الإنجليزية)
- إنريكو بالديني على موقع Soccerway.com (الإنجليزية)
- إنريكو بالديني على موقع عالم كرة القدم.نت (الإنجليزية)
- إنريكو بالديني على موقع AS.com (الإسبانية)